# 张庆亮
张庆亮（1970年11月—），男性，山东省新泰市人，中国共产党党员，经济学博士，管理学博士后。中华人民共和国学者、政治人物。

## 生平
1994年7月，24岁的张庆亮毕业于安徽财贸学院（现安徽财经大学）商品学专业，获得经济学学士学位。1997年1月，毕业于安徽财贸学院商业经济专业，获得经济学硕士学位。1997年3月起，先后任教于安徽财贸学院贸易经济系、国际经济贸易系、市场营销系，2002年8月晋升副教授。2002年11月，毕业于西安交通大学产业经济学专业，获得经济学博士学位。
2004年5月起，先后任教于安徽财经大学商务学院、国际经济贸易学院。2005年1月，任安徽财经大学商务学院副院长。2005年8月，被评审为安徽省高校中青年学科带头人培养对象，2005年9月晋升教授。2006年5月任安徽财经大学经济研究所所长兼经济发展研究中心主任，2007年4月，任安徽财经大学国际经济贸易学院院长。2010年7月，任安徽财经大学研究生处处长。2011年2月，任安徽财经大学副校长。2016年6月，任安徽财经大学党委副书记。
2017年8月3日，47岁的张庆亮接替王伦，任安徽师范大学党委副书记、校长。
2021年7月，进入政界，出任中共芜湖市委副书记。2022年3月，兼任中共芜湖市委政法委书记。
2023年5月，回到学界，调任安徽农业大学党委书记。